# Камбрешко
Камбрешко (словен. Kambreško, итал. Cambresco) је насељено место у општини Канал об Сочи, Горишка регија, Словенија.

## Историја
До територијалне реорганизације у Словенији било је у саставу старе општине Нова Горица.

## Становништво
У попису становништва из 2011. године, Камбрешко је имало 119 становника.
| Број становника према пописима | Број становника према пописима | Број становника према пописима |
| ------------------------------ | ------------------------------ | ------------------------------ |
| 1991                           | 2002                           | 2011                           |
| 129                            | 137                            | 119                            |

Напомена: Године 2009. промењена је граница и подручје насеља Камбрешко.